# بری سنت ادموندز
بری سنت ادموندز (به انگلیسی: Bury St Edmunds) یک شهرک در ناحیه شرق انگلستان است.
این شهرک در شهرستان سافک قرار دارد در سال ۲۰۱۱ میلادی ۴۱٬۱۱۳ نفر بوده است.

## شهرهای خواهرخوانده
- کومپینی، اوآز، پیکاردی، فرانسه
- کولائر، نوردراین-وستفالن، آلمان

## نگارخانه

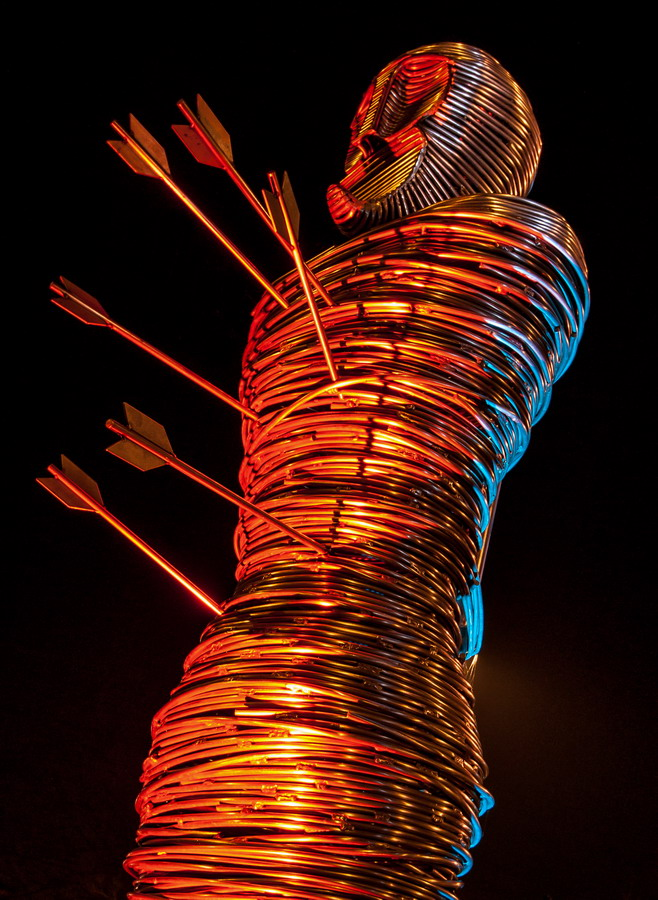
.
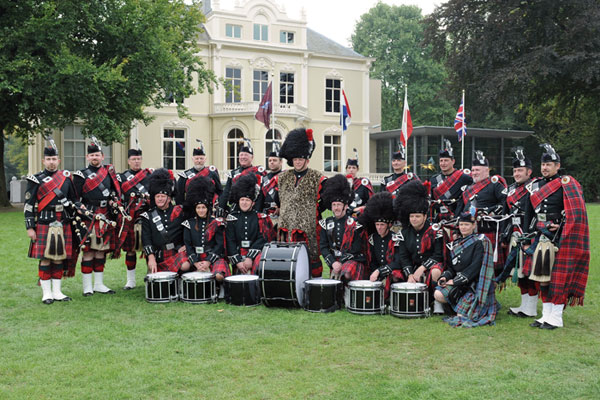
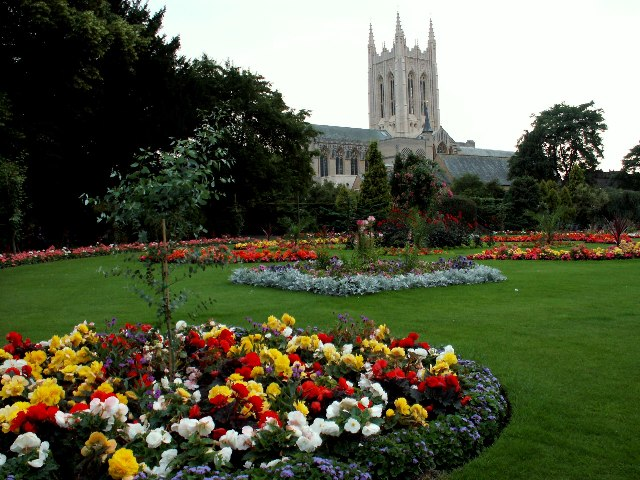
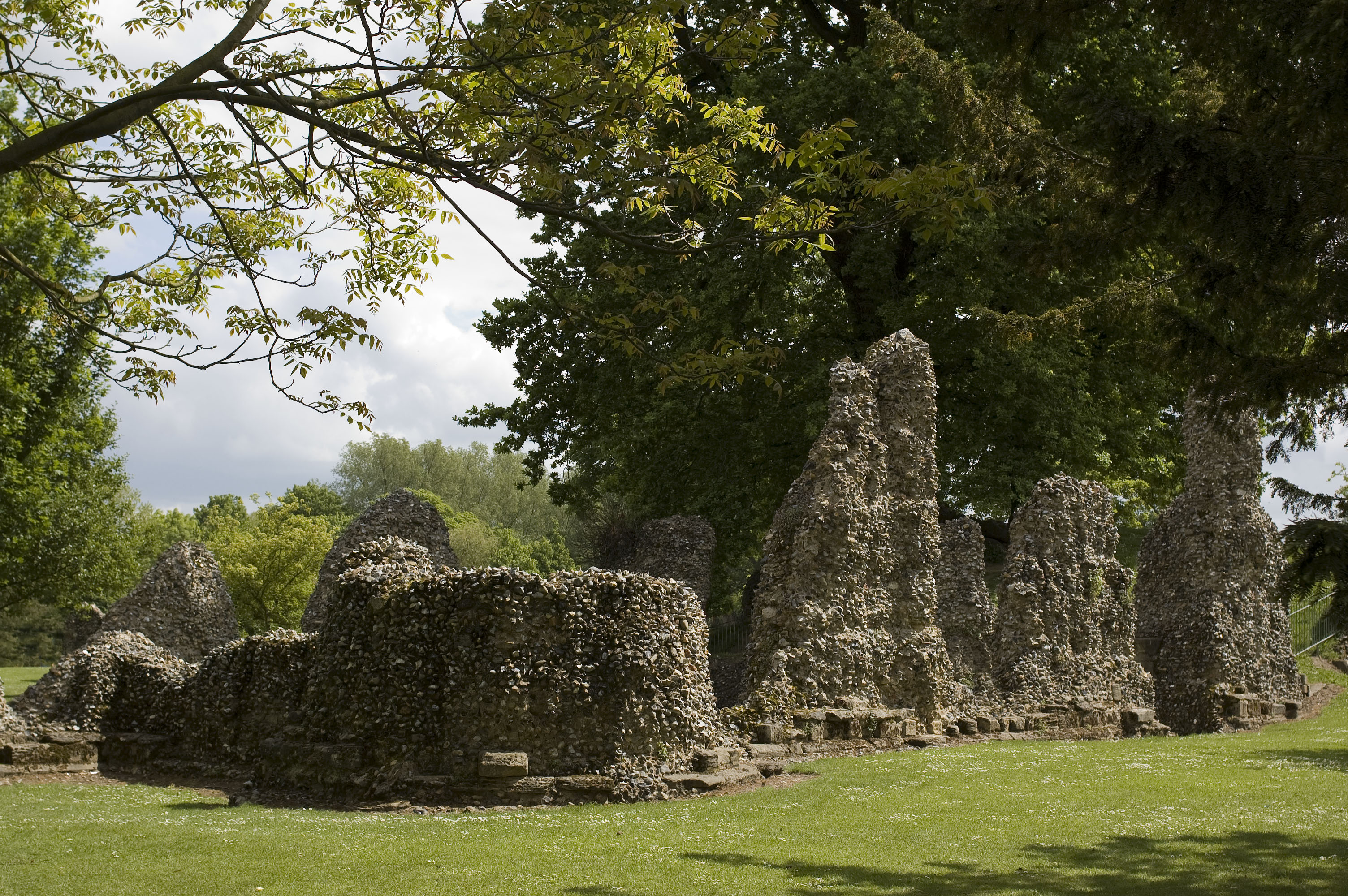
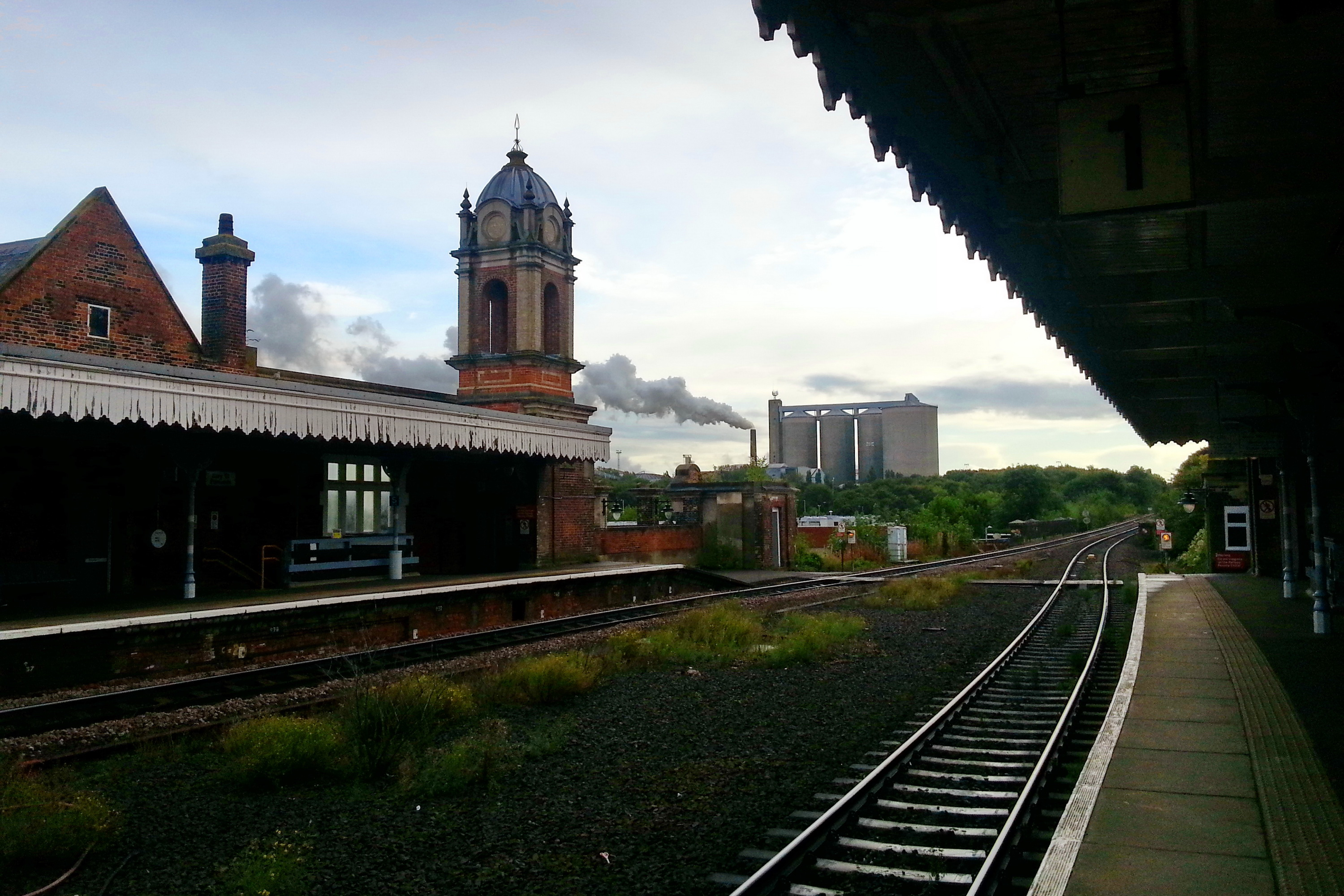
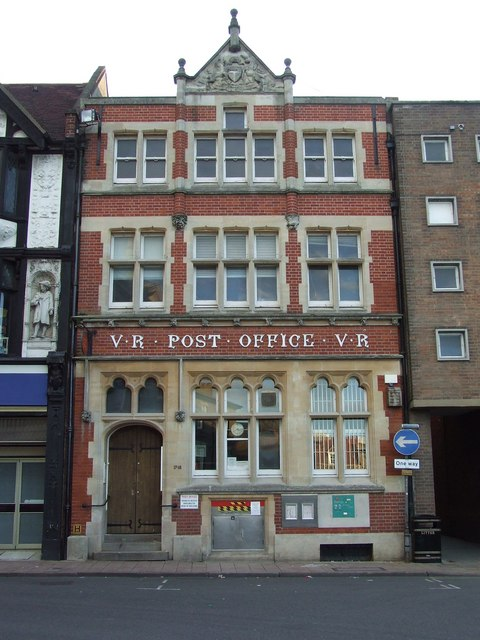
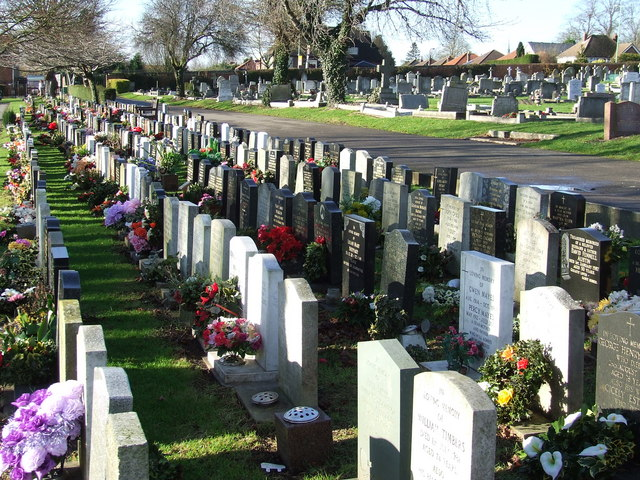
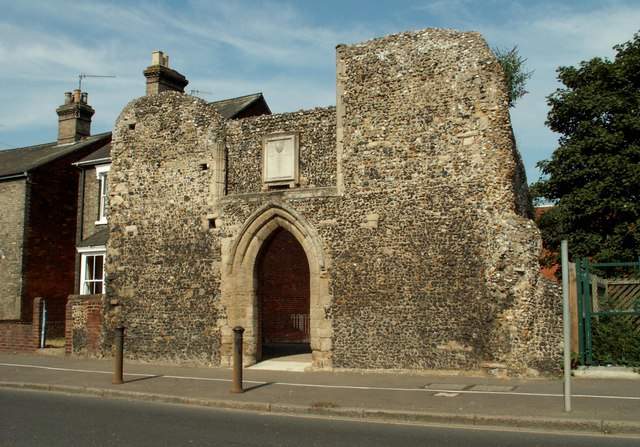
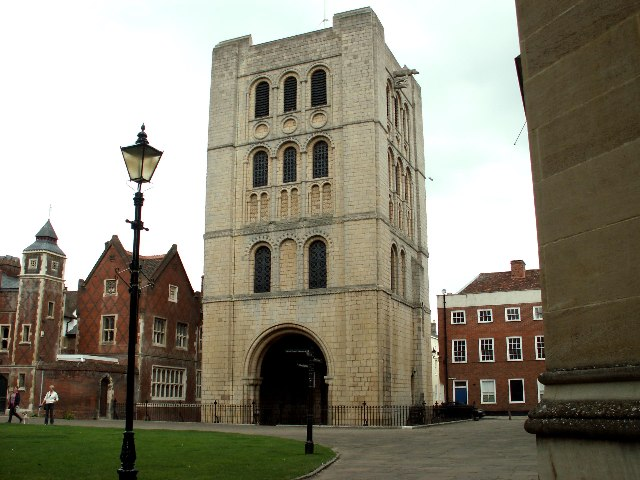
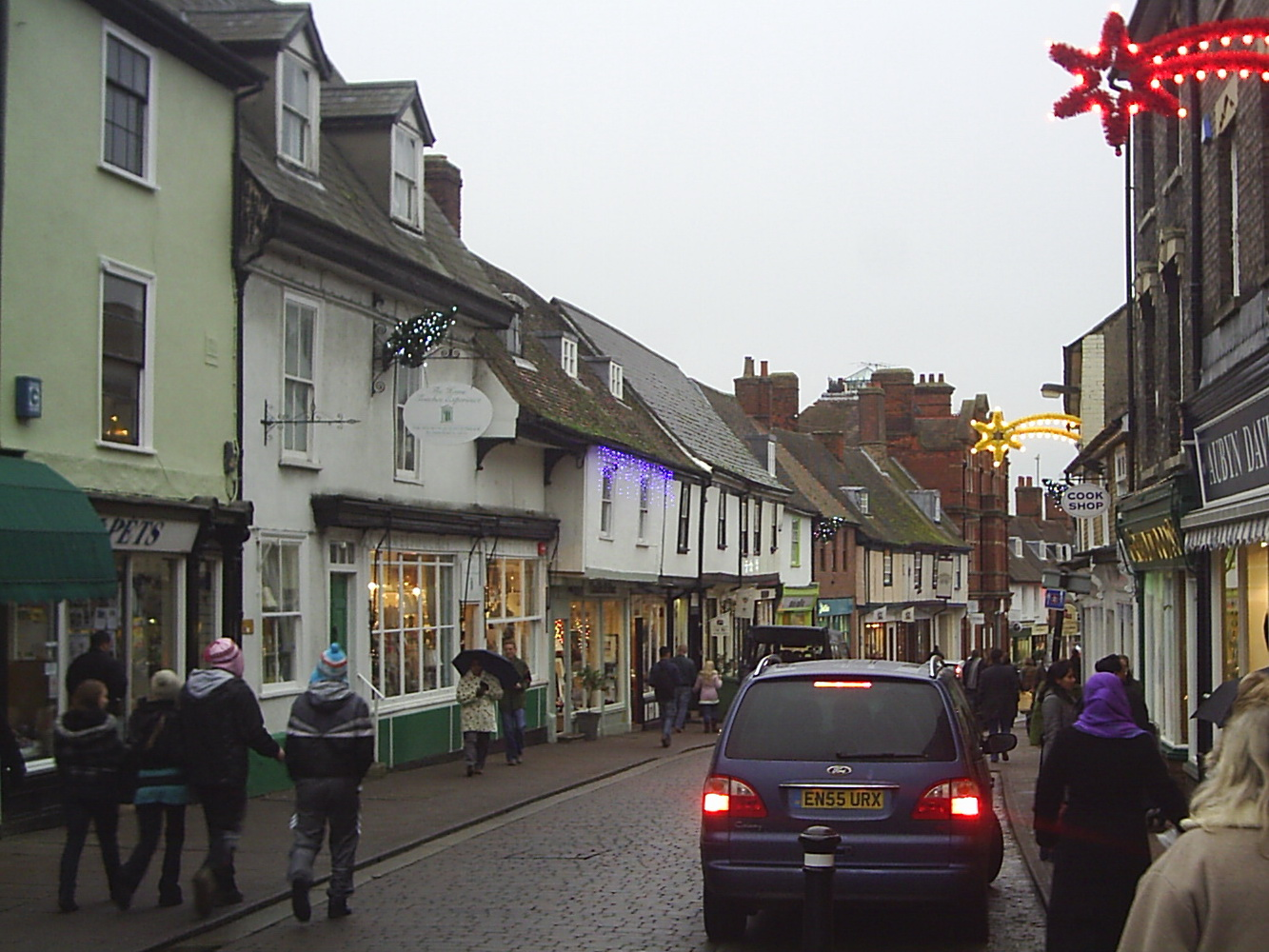
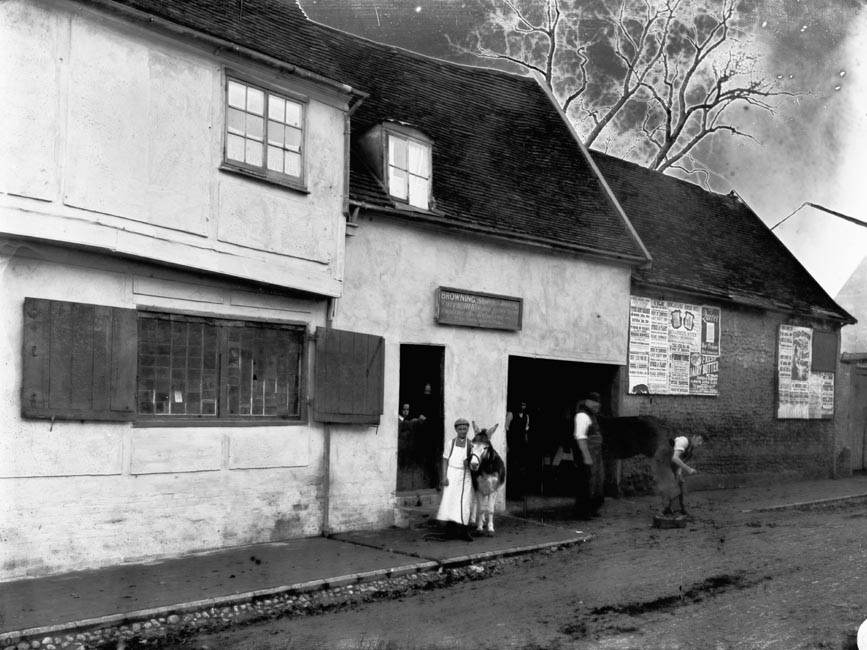
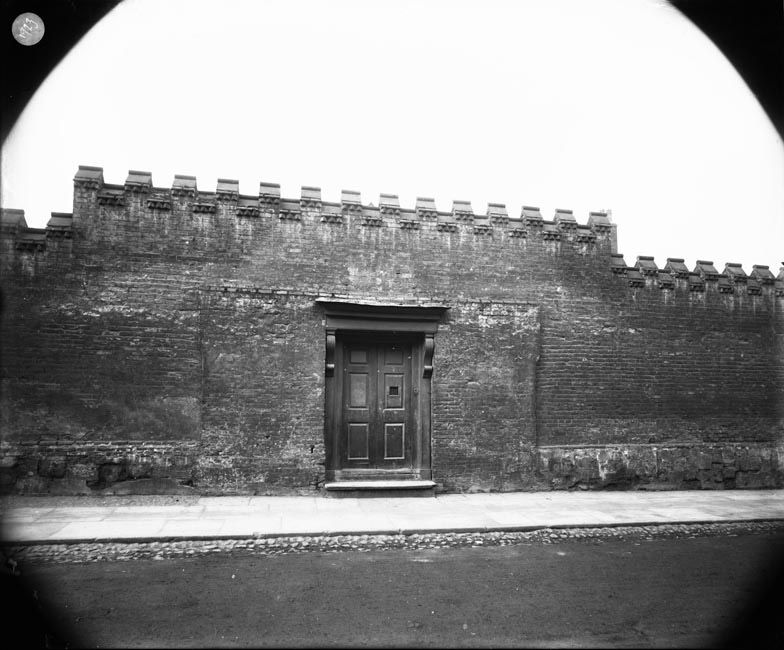
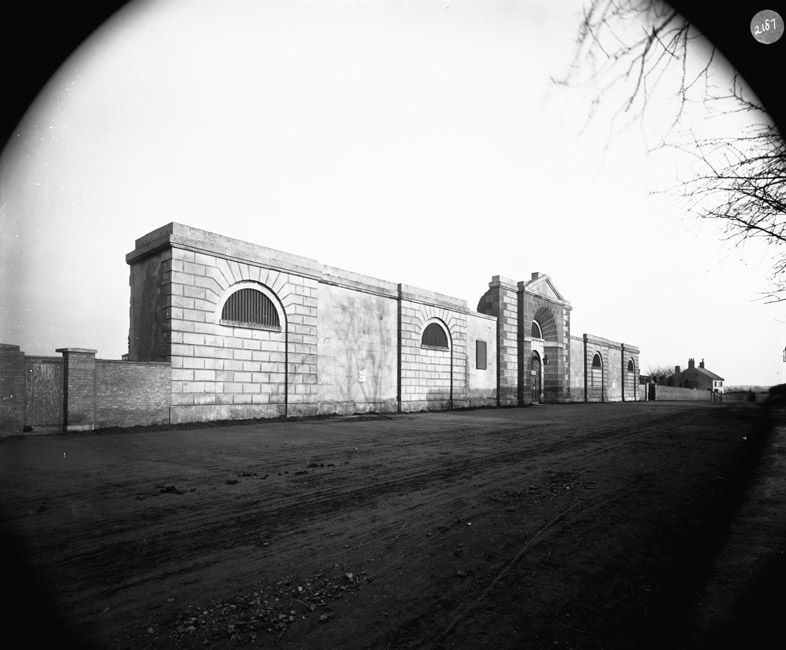
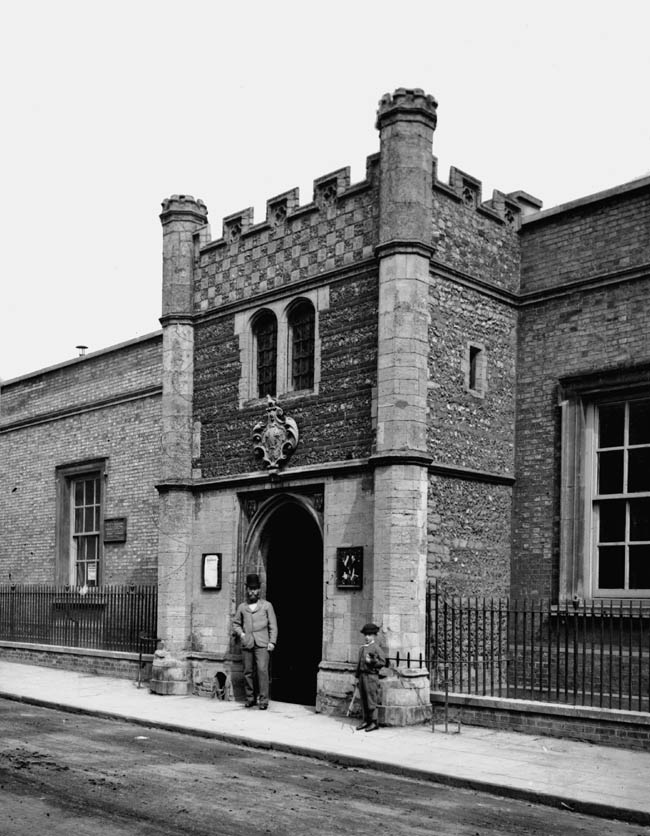
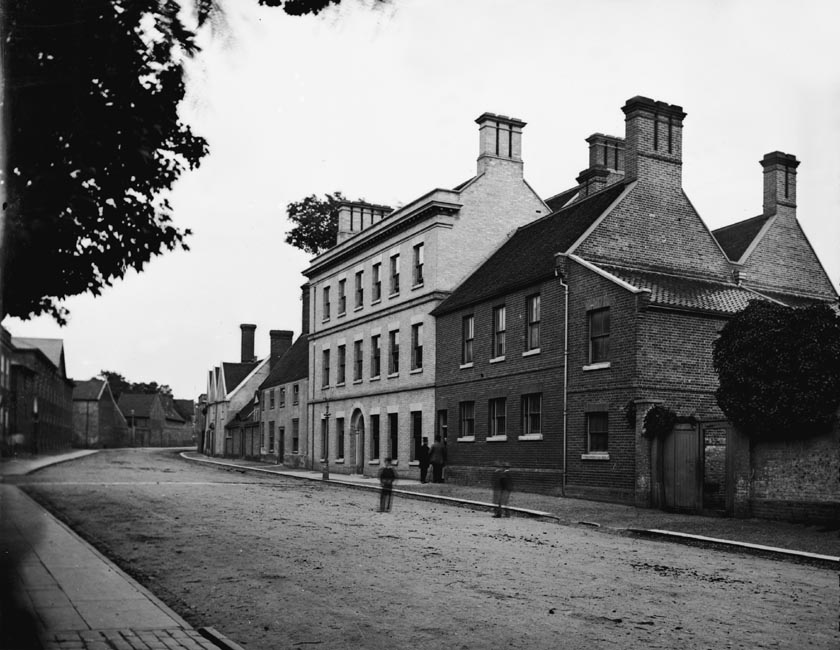
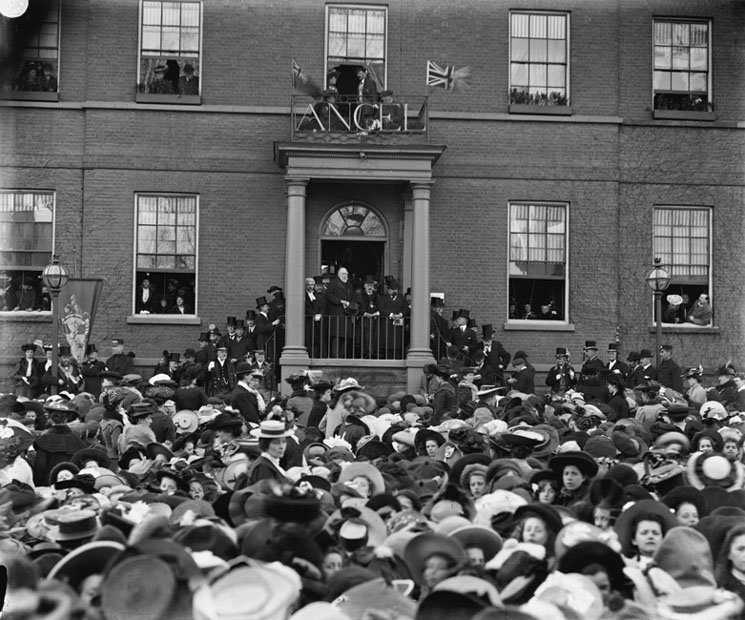
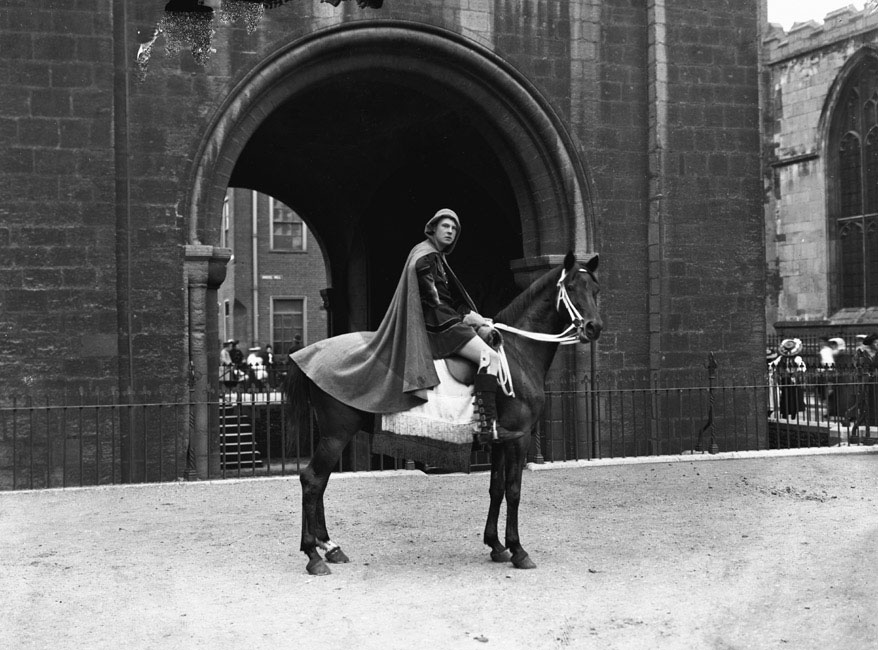
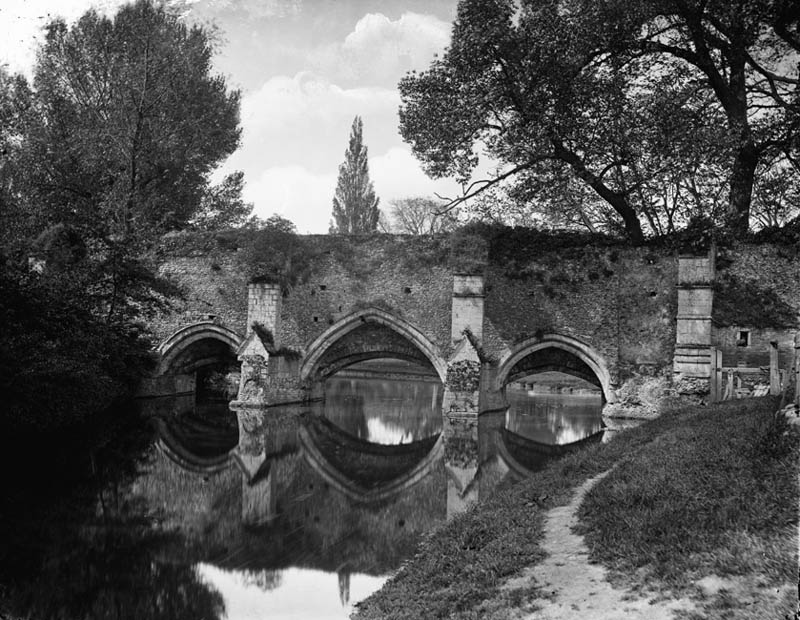
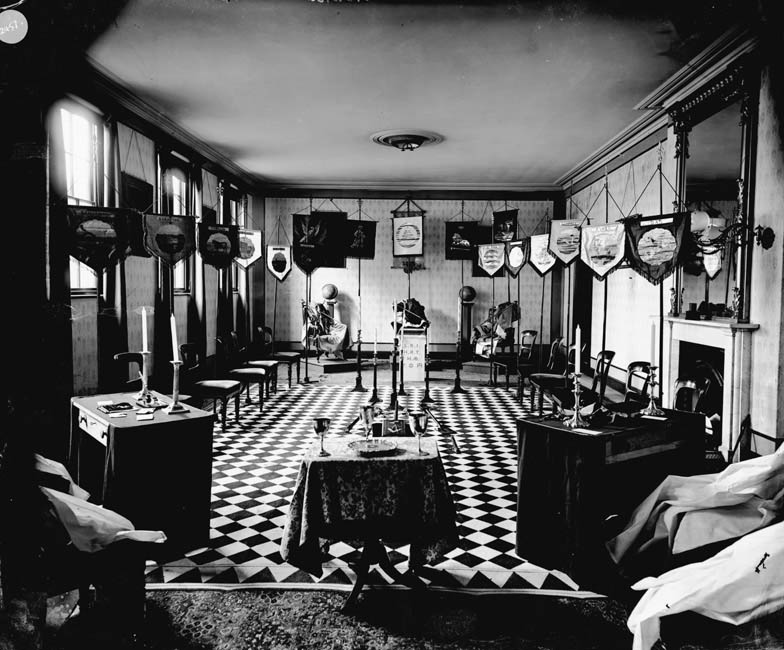
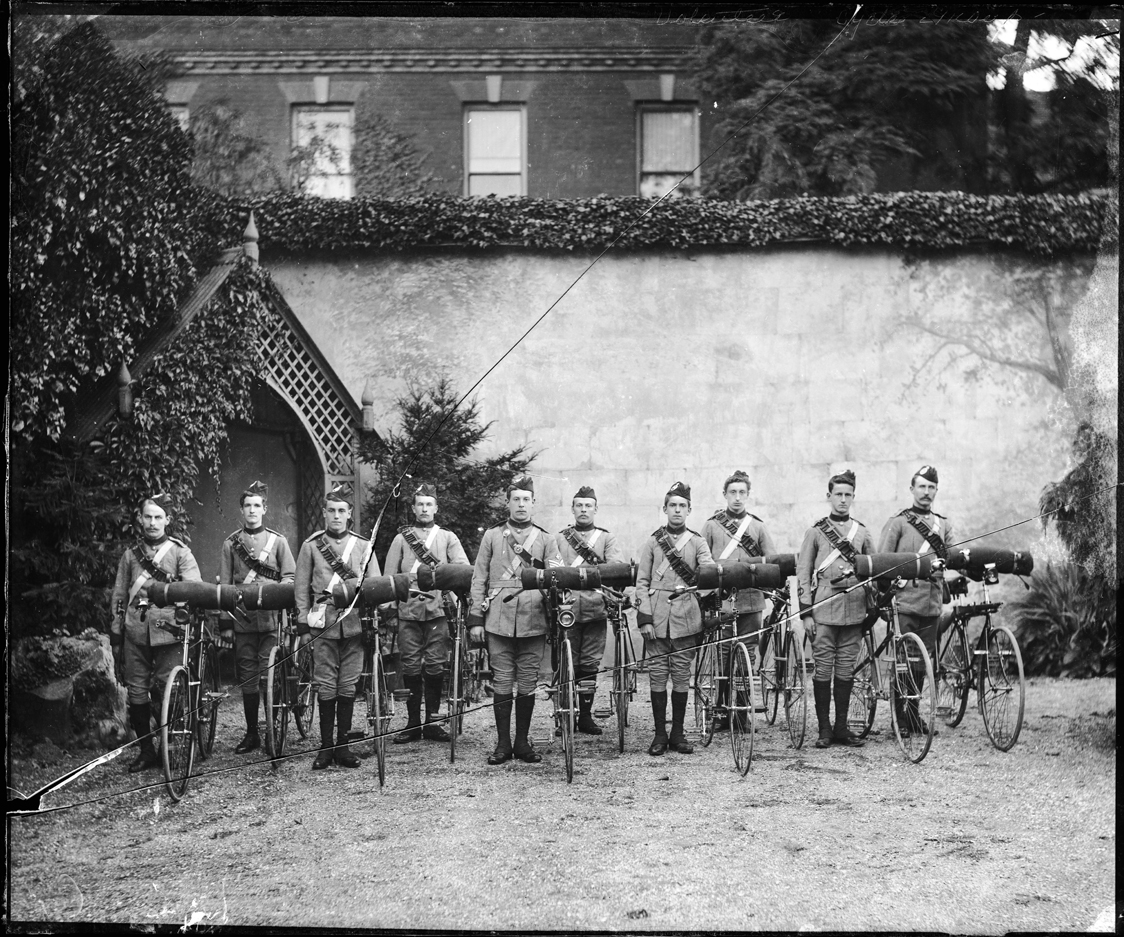
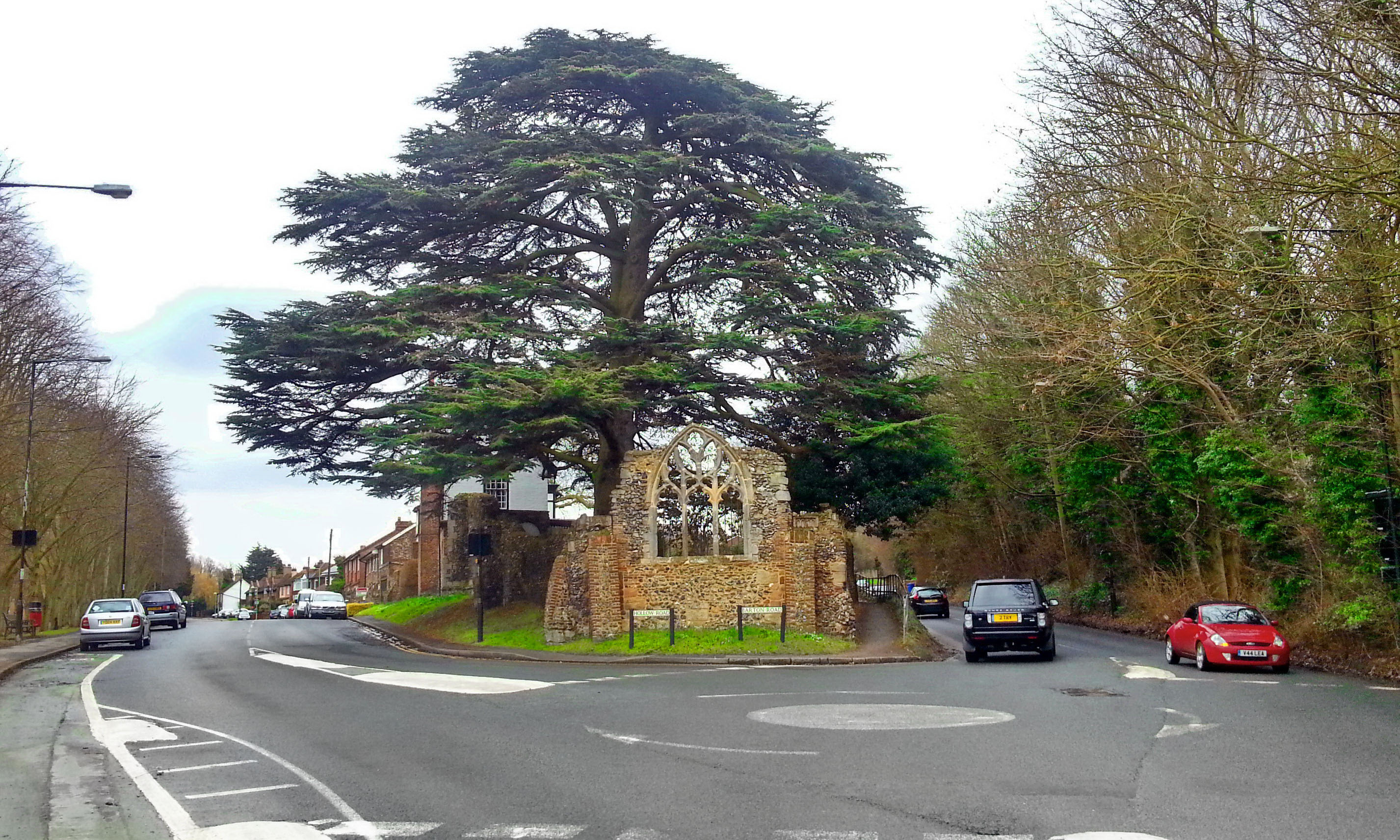
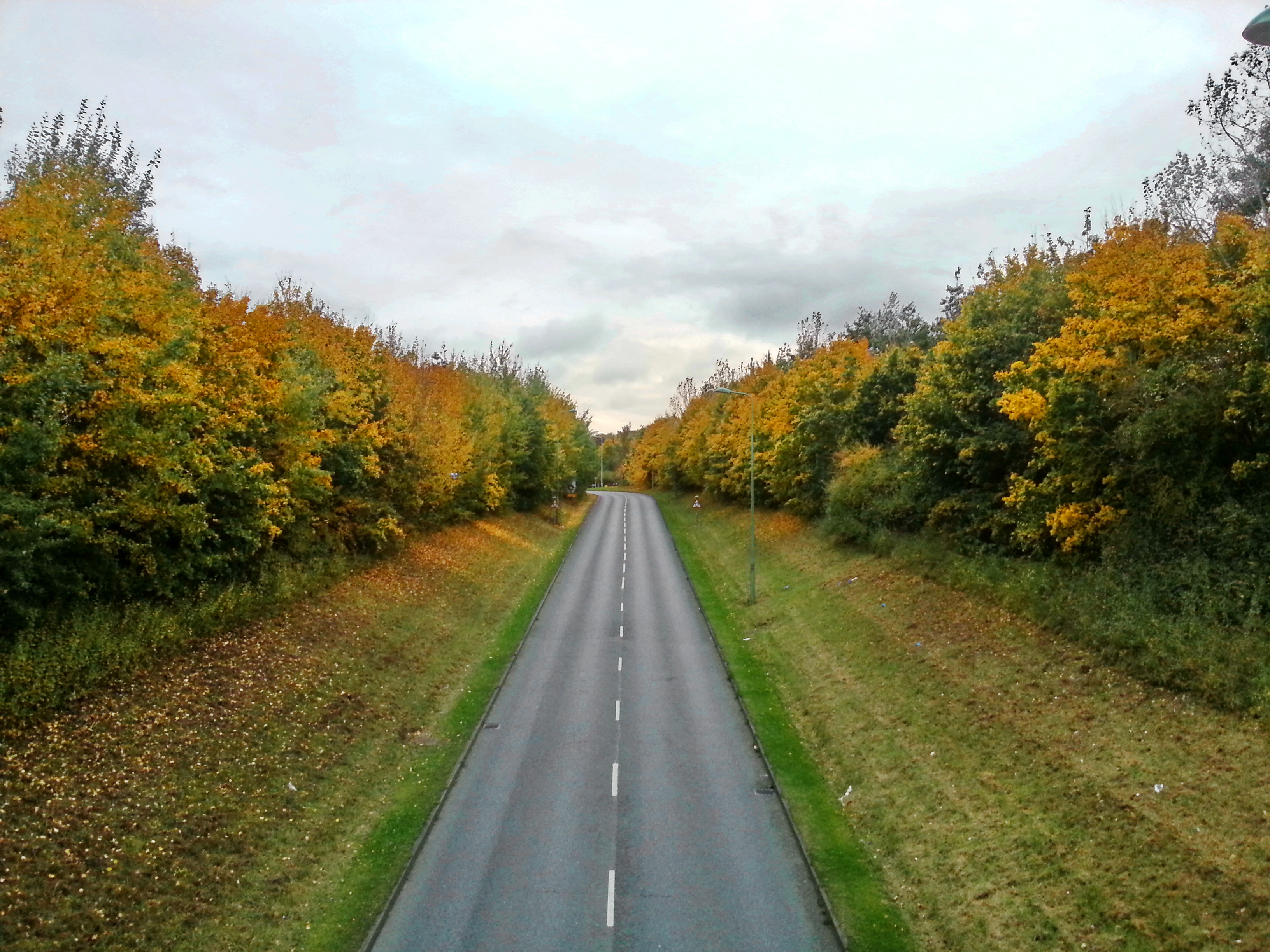
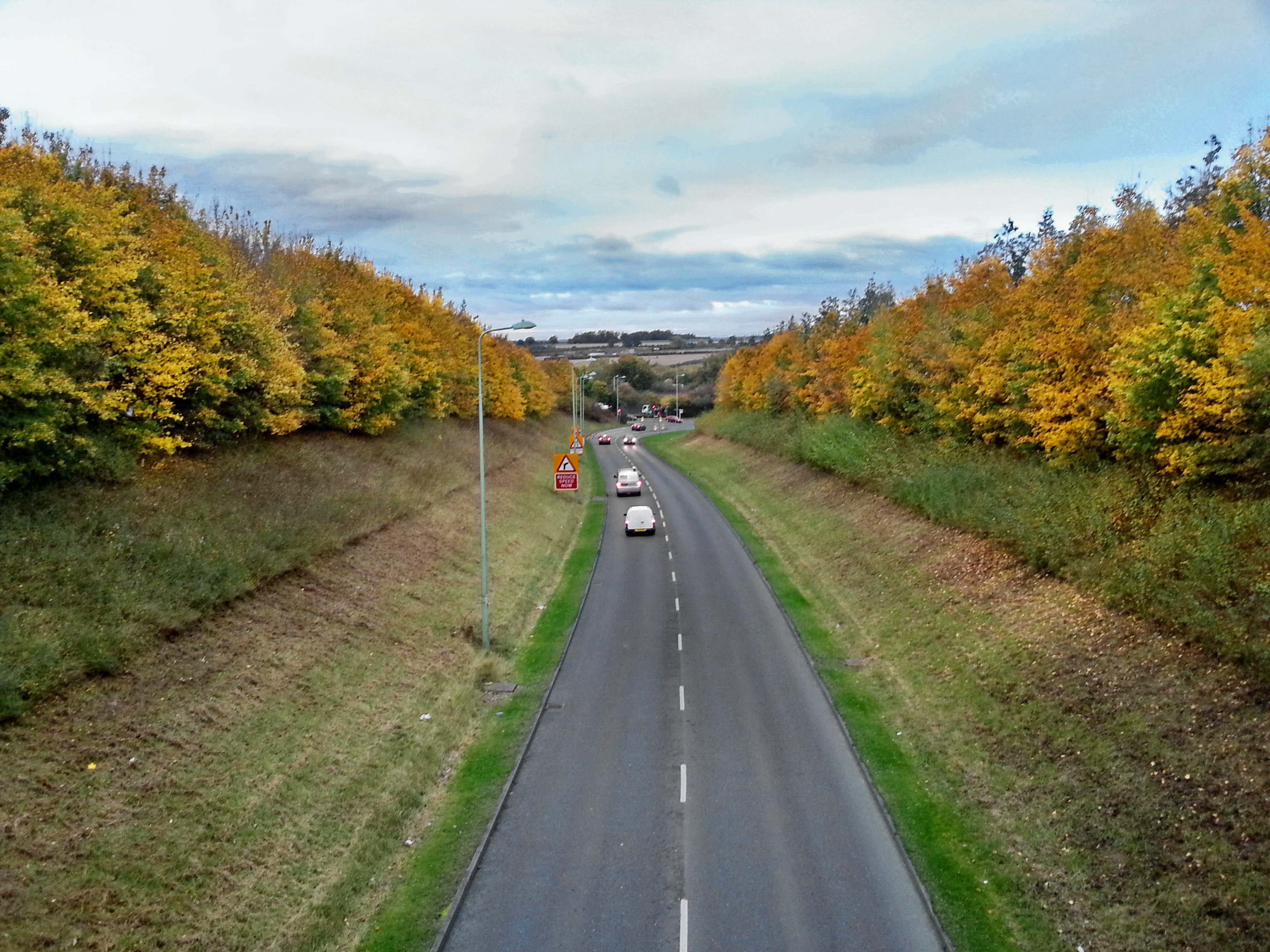
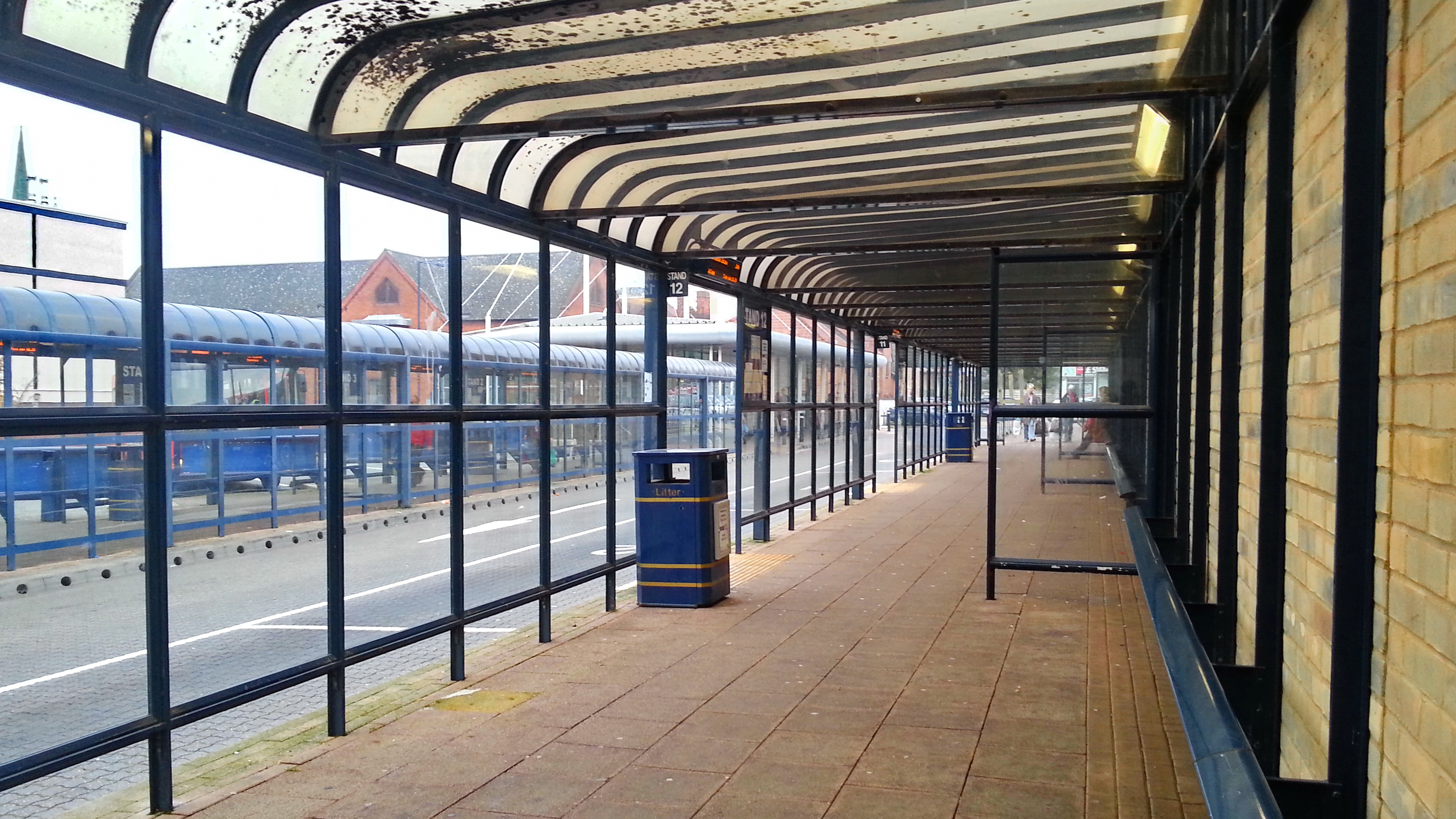